# Ivoorkust op de Olympische Zomerspelen 1972
Ivoorkust nam deel aan de Olympische Zomerspelen 1972 in München, West-Duitsland met acht atleten en zeven kanovaarders. Ook tijdens de derde deelname werd geen medaille gewonnen.

## Deelnemers en resultaten
(m) = mannen, (v) = vrouwen 

### Atletiek
| Olympiër                                                | Discipline      | Resultaat | Prestatie                                                                      |
| ------------------------------------------------------- | --------------- | --------- | ------------------------------------------------------------------------------ |
| Kouakou Komenan                                         | 100m (m)        | 14e       | serie 4: 3de in 10,50 kwartfinale 2: 3de in 10,60 halve finale 1: 6de in 10,57 |
| Gaoussou Koné                                           | 100m (m)        | DNS       | serie 5: niet gestart                                                          |
| Amadou Meïté                                            | 100m (m)        | 26e       | serie 1: 2de in 10,51 kwartfinale 5: 4de in 10,52                              |
| Kouakou Komenan                                         | 110m horden (m) | 30e       | serie 3: 7de in 14,59                                                          |
| Kouakou Komenan Amadou Meité Kouami N'Dri Gaoussou Koné | 4x100m (m)      | 17e       | serie 2: 5de in 39,81                                                          |
| Jacques Abehi                                           | speerwerpen (m) | 19e       | kwalificatie groep B: 10de met 72,20m                                          |

### Kanovaren
| Olympiër                                    | Discipline    | Resultaat | Prestatie                                                                           |
| ------------------------------------------- | ------------- | --------- | ----------------------------------------------------------------------------------- |
| Daniel Sedji Mathieu Koffi M'Broh           | C-2 1000m (m) | 16e       | serie 1: 8ste in 4.38,91 herkansingen: 5de in 4.25,59                               |
| N'Gama N'Gama                               | K-1 1000m (m) | 17e       | serie 2: 6de in 4.12,20 herkansingen: 3de in 4.02,28 halve finale 1: 6de in 4.02,40 |
| Barthélemy Koffi Baugré Paul Gnamia M'Boule | K-2 1000m (m) | 24e       | serie 3: 7de in 4.04,00 herkansingen: 4de in 3.54,03                                |

Afghanistan · Albanië · Algerije · Amerikaanse Maagdeneilanden · Argentinië · Australië · Bahama's · Barbados · België · Bermuda · Birma · Bolivia · Bondsrepubliek Duitsland · Brazilië · Brits-Honduras · Bulgarije · Canada · Ceylon · Chili · Colombia · Congo-Brazzaville · Costa Rica · Cuba · Dahomey · Denemarken · Dominicaanse Republiek · Duitse Democratische Republiek · Ecuador · Egypte · El Salvador · Ethiopië · Fiji · Filipijnen · Finland · Frankrijk · Gabon · Ghana · Griekenland · Groot-Brittannië · Guatemala · Guyana · Haïti · Hongarije · Hongkong · Ierland · IJsland · India · Indonesië · Iran · Israël · Italië · Ivoorkust · Jamaica · Japan · Joegoslavië · Kameroen · Kenia · Khmerrepubliek · Koeweit · Lesotho · Libanon · Liberia · Liechtenstein · Luxemburg · Madagaskar · Malawi · Maleisië · Mali · Malta · Marokko · Mexico · Monaco · Mongolië · Nederland · Nederlandse Antillen · Nepal · Nicaragua · Nieuw-Zeeland · Niger · Nigeria · Noord-Korea · Noorwegen · Oeganda · Oostenrijk · Opper-Volta · Pakistan · Panama · Paraguay · Peru · Polen · Portugal · Puerto Rico · Roemenië · San Marino · Saoedi-Arabië · Senegal · Singapore · Soedan · Somalië · Sovjet-Unie · Spanje · Suriname · Swaziland · Syrië · Taiwan · Tanzania · Thailand · Togo · Trinidad en Tobago · Tsjaad · Tsjecho-Slowakije · Tunesië · Turkije · Uruguay · Venezuela · Verenigde Staten · Vietnam · Zambia · Zuid-Korea · Zweden · Zwitserland